# Peter Ramage (Fußballspieler, 1983)
Peter Iain Ramage (* 22. November 1983 in Ashington) ist ein englischer Fußballspieler, der bei Crystal Palace unter Vertrag steht. Aktuell spielt er auf Leihbasis beim FC Barnsley.

## Sportlicher Werdegang
Peter Ramage kam 1996 in die Jugendabteilung von Newcastle United und unterschrieb am 1. Juli 2004 seinen ersten Profivertrag über ein Jahr. Am 27. Mai 2005 verlängerte er seinen Vertrag um weitere drei Jahre. Sein erstes Profispiel bestritt der Abwehrspieler am 16. März 2005 im UEFA-Pokal gegen Olympiakos Piräus, sein erstes Spiel in der Premier League am 24. April 2005 bei Manchester United.
Nach Ablauf der Spielzeit 2007/08 wechselte er nach London zu den Queens Park Rangers, wo er einen Dreijahresvertrag unterschrieb. Dort gelang ihm nach einem Jahr am ersten Spieltag der Saison 2009/10 gegen den FC Blackpool das erste Profiligator in seiner Karriere.
Am 5. August 2011 wechselte er auf Leihbasis zum englischen Zweitligisten Crystal Palace, von dem er im Januar 2012 wieder zu den Queens Park Rangers zurückkehrte. Ende Februar 2012 wurde er daraufhin an den Zweitligisten Birmingham City ausgeliehen.
Im August 2012 wechselte Ramage zu Crystal Palace, wo er von 2011 bis 2012 schon auf Leihbasis spielte.